# El festival Qingming junto al río
El festival Qingming junto al río (Chino tradicional: 清明上河圖; chino simplificado:清明上河图; Pinyin:Qīngmíng Shànghé Tú) es el título de varias pinturas panorámicas de origen chino. La versión original ha sido atribuida al artista de la Dinastía Song conocido como Zhang Zeduan (1085-1145). En esta pintura se captura la vida diaria de la gente del periodo Song y el telón de fondo se desarrolla en la antigua capital del imperio llamada Bianling (hoy en día la ciudad de Kaifeng). El tema de la obra pictórica celebra el espíritu festivo y la conmoción mundana durante la festividad de Qingming, al contrario de representar los aspectos ceremoniales de la verdadera conmemoración que era el día de los fieles difuntos. La obra entera fue pintada en formato de rollo, revelando el estilo de vida en ese tiempo de todas las clases sociales, incluyendo a ricos y a pobres. Del mismo modo se muestran las diferentes actividades económicas de las zonas rurales y de la ciudad. También ofrece un vistazo de la vestimenta usada en dicha época y la arquitectura correspondiente.
A lo largo de los siglos esta pintura ha sido ampliamente reverenciada, ejerciendo una fuerte influencia sobre las tendencias artísticas de las posteriores dinastías chinas y sus artistas, los cuales han realizado réplicas y reinterpretaciones basadas en el cuadro original. Asimismo, la obra pictórica es famosa por la precisión geométrica de los botes, puentes, almacenes, y su escenografía. Debido a su fama, ha sido denominada "La Mona Lisa de China".
Al igual que la Mona Lisa, el rollo de Qingming fue vendido a numerosos coleccionistas privados en el transcurso de los años, hasta que finalmente pasó a ser propiedad pública. A pesar de que esta pintura perteneció a la antigua colección imperial, es de las pocas obras que lograron permanecer en la China continental y en posesión del público. Históricamente fue una de las pinturas favoritas del emperador Puyi, quien la llevó consigo hacia Manchukuo, manteniendo a la pintura original de la dinastía Song apartada de la colección del Museo Nacional del Palacio. Sin embargo, en 1945 fue adquirida y custodiada en el Museo del Palacio, ubicado en la Ciudad Prohibida.
En los años posteriores diferentes artistas realizaron aproximadamente 20 a 30 rollos basados en el tema de la pintura original. Muchas de las versiones Ming y Qing se encuentran en colecciones públicas y privadas alrededor del mundo. Cada una de las versiones sigue de una manera bastante fiel el mismo formato compositivo del rollo de Zeduan, sin embargo, los detalles varían ampliamente. El rollo original de la Dinastía Song y el rollo de la Dinastía Qing, yacen respectivamente en Pekín y Taipéi en los Museos del palacio, y son considerados tesoros nacionales, siendo exhibidos por breves periodos de tiempo en muy pocas ocasiones.